# キリーノ・クリスティアーニ

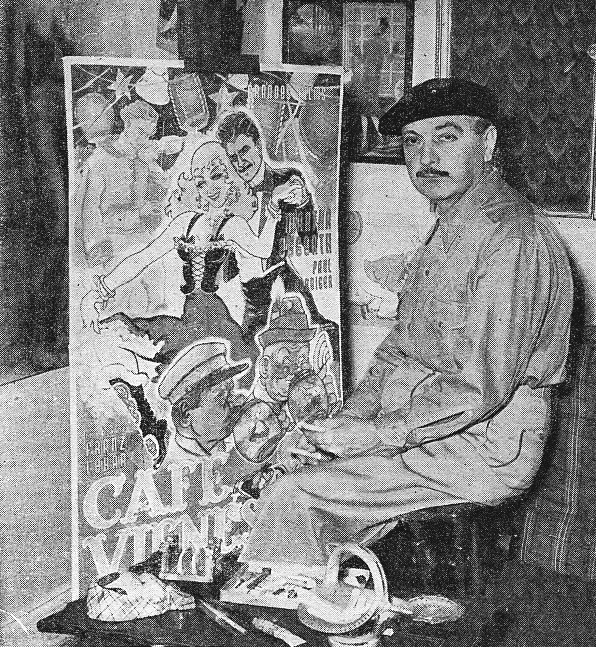
キリーノ・クリスティアーニ

キリーノ・クリスティアーニ（Quirino Cristiani, 1896年7月2日 - 1984年8月2日）は、アルゼンチンのアニメ監督および漫画家であり、世界最初の長編アニメーション映画2本と、世界最初の音声を備えた長編アニメーション映画1本の制作者であると考えられている。クリスティアーニは世界最初の純粋な切り絵アニメーションの制作者でもある。

## 経歴
1896年7月2日、クリスティアーニはイタリアのサンタ・ジュレッタで生まれた。1900年にクリスティアーニ一家はアルゼンチンのブエノスアイレスに引越し、キリーノはこの南米の大都市で先進的かつ左翼的な政治思想を吸収しながら少年時代を過ごした。キリーノは自分自身はまず第一にポルテーニョ（ブエノスアイレス市民の自称。「港っ子」の意味）であり、次にアルゼンチン人であると考えるようになった。
十代の頃にクリスティアーニは絵画に情熱を傾けるようになり、その情熱は彼をして美術学校の基礎講座を受講せしめ、市の新聞で政治風刺漫画を発表させる事になった。やがて、彼は自分の風刺のまたとない対象を見出した。
1916年の国民選挙により、36年に及ぶ保守党の支配は平和裡に終りを告げ、大統領となったイポリト・イリゴージェン率いる急進党が取って代わった。イリゴージェンは下層中産階級、特にブエノスアイレスのそれを優遇し、同地に前例の無い政治的自由を与えた。ブエノスアイレス市はその返礼として、イリゴージェンの社会不適格性や、政治における保守党の腐敗が急進党の腐敗に取って代わっただけであることや、ドイツ贔屓のアルゼンチン軍内で評判の悪かった、アルゼンチンを第一次世界大戦における中立国としたイリゴージェンの決断を嘲笑した。やがてイリゴージェンには、彼の身だしなみの悪さを揶揄する「ペルード（もじゃもじゃ頭）」のあだ名が付けられた（「ペルード」には俗語で「うすのろ」の意味もある）。
ブエノスアイレス市に住んでいた別のイタリア移民フェデリコ・ヴァッレはかつてヨーロッパの撮影技師にして映画監督であり（ヴァッレは1909年のウィルバー・ライトのローマ訪問を利用して、世界初の空中撮影を行っていた）、アルゼンチンではニュース映画のプロデューサーとなっていた。ヴァッレ個人は政治に無関心だったが、彼はポルテーニョ達はそうでない事を知っていた。ヴァッレは20歳のクリスティアーニを在野から雇い入れ、エミール・コールの Les Allumettes animées （マッチ棒アニメーション映画、1908年）を教材にアニメーション映画の技術を教え、その後は彼の自由に任せた。1916年が終わる前に発表されたヴァッレのニュース映画 Actualides Valle には、キリーノ・クリスティアーニによる一分間アニメーション映画『ブエノスアイレス地方への内政干渉』 La Intervención en la provencia de Buenos Aires が収録されていた。このアニメーション映画は、不正を行ったブエノスアイレス州知事マルセリーノ・ウガルテのイリゴージェンによる追放を扱った作品であった。この作品ではアニメーション手法として、クリスティアーニの経歴を通じて彼が用い続けたボール紙の切り絵アニメーションが使用されていた。

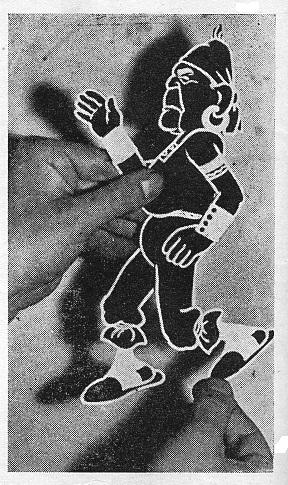
クリスティアーニがアニメで使用した切り絵

この短編アニメーションは非常に成功し、ヴァッレは新たな企画を発表した。それは、この新人アニメーターによるイリゴージェン大統領を主題とした世界初の長編アニメーション映画の制作であった。この作品の公開を行う一連の映画館の持ち主フランチーニが資金を提供した。クリスティアーニはキャラクターデザインを新聞漫画家のエル・モノことディオヘネス・タボルダに依頼した。タボルダがほとんど関与しなかった一方で、ほとんどの原画作業をクリスティアーニが担当し、大変な努力の末にクリスティアーニは目的を達成した。5万8,000枚の動画（秒間14フレームで1時間10分）からなる『使徒』 El Apóstol は、1917年11月9日に初上映された。
この映画はイリゴージェン大統領が不品行と腐敗に満ちたブエノスアイレスを清めようと、ジュピターの雷を求めて天上界に昇るという内容の風刺作品であった。最後にはブエノスアイレス市が焼き尽くされる。この作品は好評を博したが、評価のほとんどはプロデューサーのヴァッレに与えられた物で、それ以外はタボルダに向けられた物であった。
1918年に、アルゼンチンのドイツ軍指揮官フォン・ルクスブルク男爵はアルゼンチン船舶を沈没させ、これを三国協商諸国の仕業に見せかける事でアルゼンチンを第一次世界大戦でドイツ側に引き込もうと考えた。事件の生存者の証言により、ほとんどの者にはその真相は明らかに見えたが、ドイツとの同盟を恐れたのと同様に、アルゼンチンがドイツの敵側として大戦に引き込まれる事を恐れたイリゴージェンは、政治的決断を避けた。
クリスティアーニはこの事件を全くの日和見主義と見なし、新たなプロデューサーと組んで世界で二番目の長編アニメーション映画『痕跡も残さず』 Sin dejar rastros を制作した。この映画の題はルクスブルク男爵が下したと察せられるドイツ軍のUボート艦長への撃沈命令を当てこすった物であった。イリゴージェン大統領は公開翌日に外務省にこのフィルムの没収を命じざるを得なかった。この行為は、急進党の大統領がその弾圧政策に関しては、自ら取って代わった保守党の大統領とほとんど変わらない事を示す物であった。その一方でクリスティアーニは投獄される事もなく、次の数年間を新聞紙上の政治風刺漫画の執筆をして過ごした。この時期に、『使徒』において炎の効果を担当したアンドレス・デュカウによる2本のアニメーション映画がアルゼンチンで制作されている。
成人した家族の援助により、クリスティアーニは広告会社 Publi-Cinema を設立し、宣伝用の短編映画の制作に乗り出した。これらのアニメーション映画の上映のために、クリスティアーニは映画館のない貧民街を訪問し、彼のアニメーション映画を差し挟んだチャップリンの短編やその他の映画の有料公開上映を行った。この宣伝は警察から「治安妨害と交通遮断」として禁止を受ける程に成功した。
1922年に“ペルード”大統領の6年間の任期が終わり、別の急進派大統領マルセロ・トルクアト・デ・アルベアールが当選した。アルベアール大統領時代に、クリスティアーニは娯楽用アニメーション短編の制作に着手した。それらの作品としては、アメリカのヘビー級王者ジャック・デンプシーとアルゼンチン王者ルイス・フィルポのボクシングマッチを描いた『フィルポ対デンプシー』 Firpo-Dempsey （1923年）や、オリンピックのサッカー競技におけるウルグアイの金メダル獲得を主題とした『ウルグアイよ永遠に』 Uruguayos Forever （1924年）、イタリアの王子サヴォイア公ウンベルトのブエノスアイレス訪問を扱った『愉快なウンベルト殿下』 Humberto de garufa （1924年）がある。
1928年、イポリト・イリゴージェンはアルゼンチンの大統領に再選された。クリスティアーニはイリゴージェンもまた急進党の腐敗した閣僚に支配されているのを感じていた。エドゥアルド・ゴンザレス・ラヌーザの脚本により、クリスティアーニは3作目の長編アニメーション映画『ペルードポリス』 Peludópolis の制作に取りかかった。この映画は飢えた鮫（急進党）に取り囲まれた海賊イリゴージェンの浮島ペルード市（アルゼンチン）を舞台にした一種の寓話であった。サウンドトラックに収録された少数の曲を含む音声が作中で部分的に流れるように、クリスティアーニは映画を編集した（当時の大多数のアルゼンチンの映画館では光学式録音の再生が期待できなかったため、クリスティアーニは原始的な円盤型レコードを使用した）。そして製作開始二年目に入った1930年9月6日、保守派の軍事クーデターによるイリゴージェン大統領の失脚により、『ペルードポリス』の制作は暗礁に乗り上げた。この作品に多大な投資をしていたクリスティアーニは制作続行を決意し、イリゴージェンや鮫の要素を薄めるべく脚本を改変し、軍事政権による逮捕を避けるため、将軍達のキャラクターをヒーローとして用心深く付け加えた。更にクリスティアーニはファン・プェブロと名付けた典型的一般人キャラクターを作品の倫理的中心を担う人物として挿入した。アルゼンチン臨時政府の指導者ホセ・フェリクス・ウリブル将軍の仮承認を受けて、1931年9月16日、クリスティアーニは『ペルードポリス』を公開した。この作品は世界初の音声付き長編アニメーション映画であった。
ほとんどの観客は革命の勃発時にそれを笑い者にすべきだとは考えなかった。追い討ちを掛けるように世界恐慌がアルゼンチンを襲った。中でも最悪だったのは、1933年にイリゴージェンが死去した事で、生前には彼の事を気にも留めなかった人々により、突然にアルゼンチン全体をイリゴージェンへの追悼の念が押し包んだ。クリスティアーニは『ペルードポリス』の配給を自粛した。
その後キリーノ・クリスティアーニがアニメーションの表舞台に返り咲く事は二度と無かった。世界の他の地域でそうであったようにミッキーマウスがアルゼンチンのアニメーション業界を支配し、クリスティアーニに対抗する術はなかった。クリスティアーニのスタジオは映画の吹き替え及び字幕制作に方針を切り替え、その方面でのアルゼンチンにおける有力企業となった。
クリスティアーニはその生前に更に3本のアニメーション映画を制作したが、それらはいずれも大して人々の記憶に残らなかった。ウォルト・ディズニーがラテンアメリカ親善大使としてアルゼンチンを訪れた際に、クリスティアーニは自分の作品をディズニーに披露し、作画家のモリーナ・カンポスを紹介した。カンポスのスケッチは『ラテン・アメリカの旅』（1943年）のガウチョ・グーフィーの場面の原型となった。1957年と1961年の火災で、『ペルードポリス』の唯一のプリントを含めたクリスティアーニの作品の大部分は失われた。1984年8月2日、クリスティアーニはアルゼンチンのベルナルで死亡した。

## 作品
- 『使徒』 El Apóstol （1917年）
- 『痕跡も残さず』 Sin dejar rastros （1918年）
- 『フィルポ対デンプシー』 Firpo-Dempsey （1923年）
- 『愉快なウンベルト殿下』 Umbertito de garufa （1924年）
- 『ウルグアイよ永遠に』 Urugayos forever （1924年）
- 『鼻の手術』 Rinoplastia （1925年）
- 『胃の手術』 Gastrotomia （1925年）
- 『ペルードポリス』 Peludópolis （1931年）
- 『猿の時計屋』 El mono relojero （1938年）